# Джим Кері
Джеймс М. Кері (англ. James M. Carey; 31 травня 1974, м. Дорчестер, США) — американський хокеїст, воротар.
Виступав за Вісконсинський університет (NCAA), «Портленд Пайретс» (АХЛ), «Вашингтон Кепіталс», «Бостон Брюїнс», «Провіденс Брюїнс» (АХЛ), «Сент-Луїс Блюз», «Цинциннаті Сайклонс» (ІХЛ).
В чемпіонатах НХЛ — 172 матчі, у турнірах Кубка Стенлі — 10 матчів.
У складі національної збірної США учасник Кубка світу 1996 (0 матчів). У складі молодіжної збірної США учасник чемпіонату світу 1993.
Досягнення
- Володар Кубка світу (1996)

Нагороди
- Трофей Везіни (1996)
- Пам'ятна нагорода База Бастьєна (1995)
- Пам'ятна нагорода Реда Гарретта (1995)